# جيليان كروس
جيليان كروس (بالإنجليزية: Gillian Cross)‏‏ (1945 في لندن - ) كاتِبة، وروائية من المملكة المتحدة.

## روابط خارجية
- جيليان كروس على موقع IMDb (الإنجليزية)